# Cédric Tiberghien
Pour les articles homonymes, voir Tiberghien.
Cédric Tiberghien (né le 5 mai 1975) est un pianiste français.

## Biographie
Il commence le piano à l'âge de cinq ans avec Michèle Perrier à Noyon, étudie au Conservatoire de Paris avec Frédéric Aguessy et Gérard Frémy, où en 1992 il reçoit le premier prix à 17 ans.
Il s'inspire très jeune de pianistes comme Arthur Rubinstein, qu'il considère comme l'un des plus grands pianistes et voue une grande admiration à des artistes comme Artur Schnabel dans les œuvres de Beethoven, Richter ou encore plus Emil Guilels.
Il remporte de nombreux prix internationaux. Le deuxième prix à Brême en 1993 et à  Dublin en 1994, le sixième prix au concours Rubinstein à Tel-Aviv en 1995, le troisième prix à Genève en 1996. Il est également demi-finaliste au concours U. Micheli de Milan en 1997.
En 1998, il obtient le Premier Grand Prix et cinq prix spéciaux au Concours international Marguerite-Long-Jacques-Thibaud.
Il réalise pour Harmonia Mundi plusieurs enregistrements de récitals solo : des œuvres de Debussy, les Variations Eroica de Beethoven, les Partitas de Bach, des ballades de Chopin et Brahms. Il enregistre également un disque du Concerto n° 1 de Brahms avec l'Orchestre symphonique de la BBC dirigé par Jiří Bělohlávek. 
De 2005 à 2007 Cédric Tiberghien fait partie de la sélection New Generation Artists de la BBC au Royaume-Uni.
Il épouse en 2005 la comédienne Marie-Laure Girard ; ils ont un fils. Ils donnent ensemble des spectacles pour enfants.